# Große Labyrinth-Höhle
Die große Labyrinth-Höhle (griechisch Σπήλαιο Λαβύρινθος Spíleo Lavýrinthos, „Labyrinth-Höhle“; auch ο λαβύρινθος, „das Labyrinth“) nahe der Südküste der griechischen Insel Kreta ist ein weitgehend künstlich angelegtes Höhlensystem, das möglicherweise in der Antike als Steinbruch diente. Viele Kreter bringen die verzweigten Gänge der Höhle mit dem mythischen „Labyrinth des Minotauros“ in Verbindung. Dem widerspricht der Aufbau der Höhlenstruktur im Vergleich zum mythologischen Labyrinth; „Labyrinth“ scheint eher ein auf die Höhle übertragener Name zu sein.

## Lage
Die Labyrinth-Höhle befindet sich im Gemeindegebiet von Mires im Regionalbezirk Iraklio zwischen den Orten Kastelli, Roufas, Plouti und Ambelouzos. Sie liegt auf 410 Metern Höhe am Nordrand der Messara-Ebene, südlich des Psiloritis-Massivs (Idagebirge). Erreichbar ist die Höhle auf einem unbefestigten Weg, der von Kastelli aus etwa drei Kilometer nach Norden führt, wobei vom Hauptweg Richtung Roufas nach ungefähr 1850 Metern ein nach Osten abgehender Nebenweg begangen werden muss. Die Wege sind mit Fahrzeugen schlecht passierbar.
Die Gesamtlänge der weniger als 0,5 Meter bis 6 Meter hohen stollenartigen Höhlengänge der großen Labyrinth-Höhle beträgt auf einer begehbaren Fläche von fast 0,9 Hektar ungefähr 2500 Meter. Die Höhle liegt etwa drei Kilometer nordwestlich von Gortyn, Kretas Hauptstadt in der Römerzeit. Es wird vermutet, dass das Baumaterial vieler Gebäude der Stadt, wie der Titus-Basilika, und die Steintafeln der dorischen „Großen Inschrift“ von Gortyn aus der Höhle stammen.

## Geschichte
An den Wänden der großen Labyrinth-Höhle finden sich unzählige Inschriften von Besuchern vergangener Jahrhunderte. Die ältesten stammen aus dem 15. Jahrhundert. Von dem florentinischen Reisenden Cristoforo Buondelmonti ist eine Reisebeschreibung aus dem Jahr 1417 bekannt, die seine Besichtigung der Höhle 1415 dokumentiert. Auf Karten des 16. und 17. Jahrhunderts ist die Höhle bereits als „Labyrinth“ verzeichnet. Sie scheint eine über Kreta hinaus bekannte Sehenswürdigkeit gewesen zu sein.

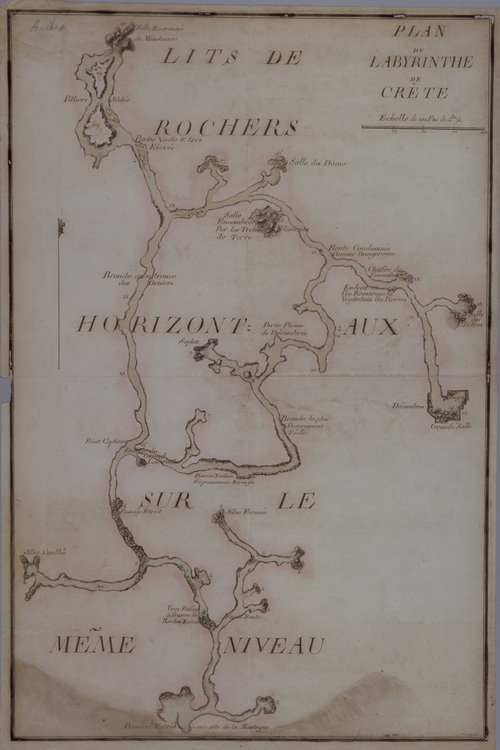
Höhlenplan von Mathieu Dumas (1783)

Nach einem ersten Versuch der Kartierung der Höhle durch Buondelmonti fertigten in späterer Zeit mehrere Forscher genauere Pläne an, die wegen Messungenauigkeiten jedoch stark voneinander abwichen. Zu erwähnen ist zunächst der Plan des Franzosen Mathieu Dumas, der die Höhle 1783 besuchte. Er hinterließ im „Trapeza-Raum“ (Raum des Tisches) seinen Namen mit Jahreszahl in der Felswand.
In dem Buch Travels in various countrys of the East von William George Browne wurde 1820 ein Plan des „Labyrinths“ des britischen Architekten und Archäologen Charles Robert Cockerell abgedruckt, den dieser im Dezember 1811 erstellt hatte. In der Folge erschienen mehrfach Kopien der Karte von Cockerell, unter anderem 1821 von Friedrich Justin Bertuch, jedoch nur eine Erweiterung durch den Österreicher Anton Prokesch, der dem Plan nach seinem Aufenthalt in der Höhle 1825 mehrere Gänge und Räume hinzufügte. Den zu seiner Zeit genauesten Plan fertigte der österreichische Forschungsreisende Franz Wilhelm Sieber, der das „Labyrinth“ 1817 erkundete und die Gänge 1821 in seiner Heimatstadt Prag kartografisch festhielt. Die Veröffentlichung erfolgte 1823.
Nach der Entdeckung der Ruinen von Knossos 1878 und ihrer Freilegung ab dem 23. März 1900 durch Arthur Evans, der den Palast als das Labyrinth des Minotauros deutete, schwand das Interesse an der Labyrinth-Höhle. Die Ausgrabungen von Knossos, die bis 1935 andauerten, und anderer minoischer Städte zogen mehr Aufmerksamkeit auf sich als eine Felshöhle ohne erkennbare Hinweise auf eine geschichtliche Bedeutung. Während des Zweiten Weltkriegs nutzten die deutschen Besatzungstruppen die Höhle ab April oder Mai 1943 als Munitionsdepot. Zu diesem Zweck wurden einige Innenräume mit Beton ausgebaut. Beim Abzug der Truppen ließ man große Mengen Munition und Waffen zurück und sprengte einen Teil davon am 15. Oktober 1944, wodurch es zu Einstürzen in der Höhle kam.
Nach Bergung eines Teils der verbliebenen Munition durch die griechische Armee 1945/46 und einer nicht abgeschlossenen Säuberung der Höhle im Auftrag der Regierung in den 1950er Jahren kam es am 11. April 1961 im Höhleninneren zu einer Explosion, bei der vier Einheimische getötet wurden. Danach versiegelte die Armee die beiden Eingänge mit Steinen und Zement. Seit 1981 ist die große Labyrinth-Höhle für Höhlenforscher wieder zugänglich. 1981, 1982 und 1985 wurden drei Erkundungen ins Innere der Höhle unternommen, bei denen man die Höhlengänge neu kartierte. Im Juli 2009 untersuchte eine Gruppe der Universität Oxford das Höhlensystem. Schilder warnen weiterhin wegen verbliebener Munitionsreste und einsturzgefährdeter Bereiche vor einem Betreten der Höhle.

## Sonstiges
Etwa 500 Meter nördlich des Eingangs zur großen Labyrinth-Höhle befindet sich der zur kleinen Labyrinth-Höhle (Mικρή Λαβύρινθος Mikrí Lavýrinthos, „Kleines Labyrinth“). Zwischen beiden Höhlensystemen besteht keine bekannte Verbindung. Die kleine Labyrinth-Höhle ist gefahrlos zu betreten. Zu ihr führt ein etwa ein Kilometer langer beschilderter und asphaltierter Weg, der südwestlich von der Straße zwischen Plouti und Moroni (Gemeinde Zaros) abzweigt. In unmittelbarer Nähe liegt eine weitere kleine Höhle, das „Labyrinthchen“ (Λαβυρινθάκι Lavyrintháki).